# Kogelska Gora
Kogelska Gora (nemško Kogelnigberg) je naselje v Občini Suha v Okraju Velikovec na Koroškem v Avstriji.